# Berkleasmium cordeanum
Berkleasmium cordeanum är en svampart som beskrevs av Zobel 1854. Berkleasmium cordeanum ingår i släktet Berkleasmium, ordningen Pleosporales, klassen Dothideomycetes, divisionen sporsäcksvampar och riket svampar.   Inga underarter finns listade i Catalogue of Life.